# Marie Kremer

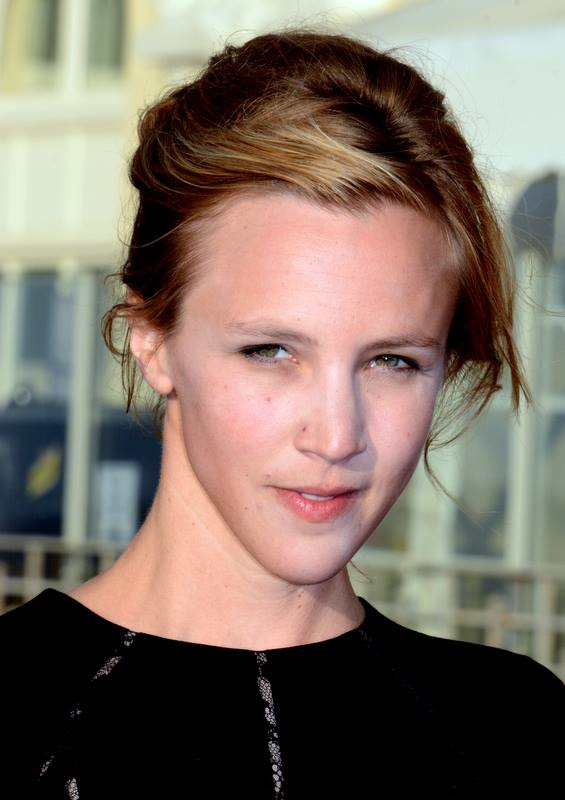
Marie Kremer (2013)

Marie Kremer (* 15. April 1982 in Uccle, Belgien) ist eine belgische Schauspielerin.

## Leben
Marie Kremer wuchs im wallonischen La Hulpe auf und schloss 2003 ihr Studium an der Filmhochschule INSAS in Brüssel ab. Noch im selben Jahr debütierte sie mit einer Hauptrolle in dem von Geneviève Mersch inszenierten Filmdrama Ich wollte immer eine Heilige sein auf der Leinwand. Es folgten weitere Film- und Fernsehrollen, wobei sie unter anderem in Die Axt, Das Haus auf Korsika und Louise Wimmer zu sehen war. Für ihre Darstellung der Jessica in der 2011 veröffentlichten Literaturverfilmung Légitime défense wurde sie mit einer Nominierung für belgischen Filmpreis Magritte als Beste Nebendarstellerin bedacht.

## Filmografie (Auswahl)
- 2003: Ich wollte immer eine Heilige sein (J’ai toujours voulu être une sainte)
- 2005: Die Axt (Le Couperet)
- 2005: Saint-Jacques… La Mecque (Saint-Jacques … La Mecque)
- 2006: Chanson d’Amour (Quand j’étais chanteur)
- 2006: Dikkenek
- 2006: Der Oberst und ich (Mon Colonel)
- 2006: Die Verlegerin und der Autor (Les ambitieux)
- 2007: Außer Kontrolle (Ravages) (Fernsehfilm)
- 2007: Chez Maupassant (Fernsehserie, eine Folge)
- 2007: Sous les toits de Paris
- 2009: Sœur Sourire – Die singende Nonne (Sœur Sourire)
- 2009–2017: Un Village Français – Überleben unter deutscher Besatzung (Un village français, Fernsehserie, 63 Folgen)
- 2010: Die Liebenden und die Toten (Les Vivants et les morts, Fernsehserie, acht Folgen)
- 2010: Gigola
- 2010–2014: Profiling Paris (Profilage, Fernsehserie, acht Folgen)
- 2011: Légitime défense
- 2011: Holidays by the Sea (Ni à vendre ni à louer)
- 2011: Das Haus auf Korsika (Au cul du loup)
- 2011: Louise Wimmer
- 2012: Die Mondnacht von Toulon (Les cinq parties du monde) (Fernsehfilm)
- 2013: Chez nous c’est trois!
- 2014: Kommissar Caïn (Caïn, Fernsehserie, 1 Folge)
- 2015: Foujita
- 2015: In der Haut des Anderen (Intrusion) (Fernsehminiserie)
- 2017: Bis in den Himmel (Un ciel radieux) (Fernsehfilm)
- 2018: Roulez jeunesse
- 2020: Grand Hôtel (Fernsehminiserie)